# Manoleasa
Manoleasa – wieś w Rumunii, w okręgu Botoszany, w gminie Manoleasa. W 2011 roku liczyła 632 mieszkańców.